# Bismuth(III) teluride
Bismuth(III) teluride là một hợp chất vô cơ có công thức hóa học Bi2Te3. Nó là một loại bột màu xám, một hợp chất của bismuth và telu.

## Tính chất
Nó là một chất bán dẫn. Khi tạo hợp kim với antimon hoặc selen thì được vật liệu nhiệt điện hiệu quả cho làm lạnh hoặc phát điện cầm tay. Bi2Te3 cũng được biết đến là một chất cách điện tô pô, thể hiện nhiều tính chất vật lý phụ thuộc độ dày.